# South Park (manzana)
South Park es una  variedad cultivar de manzano (Malus domestica). 
Un híbrido del cruce de Cox's Orange Pippin x Winter Queening. Criada alrededor de 1940 por W. Barkway, jardinero en South Park, Penshurst, Kent. Las frutas tienen pulpa verde teñida de crema, crujiente, y con un sabor ácido.

## Historia
'South Park' es una variedad de manzana, híbrido del cruce de Cox's Orange Pippin x Winter Queening. Desarrollado y criado a partir de 'Cox's Orange Pippin' mediante una polinización de 'Winter Queening', por 'W. Barkway, jardinero en South Park, Penshurst, Kent Inglaterra, (Reino Unido) a mediados del siglo XX. La fruta de este cruce se presentó en el "National Fruit Trials" en 1950.
'South Park' se cultiva en la National Fruit Collection con el número de accesión: 1950-064 y Accession name: South Park.

## Características
'South Park' árbol de extensión erguida, de vigor moderadamente vigoroso, portador de espuela. Tiene un tiempo de floración que comienza a partir del 6 de mayo con el 10% de floración, para el 11 de mayo tiene una floración completa (80%), y para el 18 de mayo tiene un 90% caída de pétalos.
'South Park' tiene una talla de fruto medio; forma cónica redondeado a redondeado, con una altura de 51.00mm, y con una anchura de 57.00mm; con nervaduras medianas; epidermis con color de fondo amarillo, con un sobre color naranja, importancia del sobre color alto, y patrón del sobre color rayas más oscuras en la cara expuesta al sol con rayas intermitentes tenues que se extienden ligeramente hacia la cara sombreada, "russeting" (pardeamiento áspero superficial que presentan algunas variedades) bajo; ojo grande y abierto, situado en una cuenca estrecha y poco profunda; pedúnculo corto, de grosor medio y se encuentra en una cavidad profunda y estrecha rodeada de rayos de color marrón rojizo con un ligero  "russeting"; carne es de color crema verdoso, crujiente y firme. Sabor algo picante y muy aromático.
Listo para cosechar en la primera mitad del segundo período. Su tiempo de recogida de cosecha se inicia a principios de octubre.

## Usos
Una buena manzana de uso de postre fresca en mesa.

## Ploidismo
Diploide, auto estéril. Grupo de polinización: C, Día 11.